# Virginio Mezzanzanica
Virginio Mezzanzanica, detto anche Gini (Nerviano, 6 dicembre 1919 – Nerviano, 17 marzo 2010), è stato un partigiano italiano, che ha combattuto durante la Resistenza nelle zone tra Rho e Legnano.

## Biografia
Nato in una famiglia di contadini e con tre fratelli e due sorelle, dovette aiutare ben presto la madre Carolina Cozzi poiché suo padre Angelo morì quando aveva 11 anni. Mezzanzanica terminò la trafila dell'Opera nazionale balilla e qui ebbe i primi contatti con il mondo fascista. Nel marzo del 1939 venne chiamato alle armi e dovette partire per il campo di aviazione di Gorizia. Dopo l'occupazione italiana della Jugoslavia, egli venne trasferito nel campo di aviazione di Mostar, dove ebbe alcuni contatti con i partigiani slavi. Dopo l'armistizio dell'8 settembre 1943 lasciò il campo per ritornare a Nerviano.
Dopo aver conosciuto Giuseppe Cozzi (alias Luigi Banfi) e Luigi Rimoldi (alias Carletto zuppa), decise di fondare insieme ad altri suoi amici fidati la 106ª brigata Garibaldi "Venanzio Buzzi", di cui faranno parte anche i partigiani rhodensi Rodolfo Canegrati, comandante di distaccamento, e Giovanni Annoni, uccisi nel 1944. Da quel momento Mezzanzanica combatté il fascismo nelle zone attorno a Legnano.
Mezzanzanica è poi diventato il presidente della sezione ANPI di Nerviano.
È morto nel 2010 all'età di 90 anni.